# WWE в Саудовской Аравии
WWE, американский рестлинг-промоушн, базирующийся в Стамфорде, Коннектикут, США, проводит мероприятия в Саудовской Аравии с 2014 года. В отличие от обычных шоу WWE, женщинам-рестлерам было запрещено появляться на мероприятиях, проводимых в Саудовской Аравии, до 2019 года.
Многие мероприятия в стране, проводимые WWE, подвергались критике из-за проблем с правами женщин, ЛГБТ, и прочими нарушениями прав человека в Саудовской Аравии. Это осудили такие активистские группы, как Code Pink, и несколько политиков. Wrestling Observer Newsletter присудил отношениям между WWE и Саудовской Аравией ежегодную награду «Самая отвратительная рекламная тактика» в 2018 и 2019 годах, впервые в истории дважды вручив её одному и тому же событию; лауреатом награды «Худшее крупное шоу рестлинга» также ежегодно с 2018 года становится мероприятие WWE в Саудовской Аравии (Crown Jewel 2018 года, Super ShowDown 2019 года и Super ShowDown 2020 года соответственно).
4 ноября 2019 года WWE объявила о «расширении» своего партнерства с Главным управлением развлечений до 2027 года, в рамках которого она будет проводить в стране два «масштабных мероприятия» в год.

## История
Ранее Саудовскую Аравию проходили профессиональные рестлинг-туры в одном из таких турне в 1986 году участвовал британский рестлер Тони Сент-Клер. Среди других рестлеров, выступавших на шоу в Саудовской Аравии, была греческая звезда Георгиос Тромарас в 1990 году.
В декабре 2013 года было объявлено, что WWE начнет проводить шоу в Саудовской Аравии. В апреле 2014 года WWE провела свои первые домашние шоу в Эр-Рияде. Это были три отдельных шоу на стадионе «Грин Холлс». В октябре 2015 года WWE провела три домашних шоу в Джидде, на «Король Абдалла Спортс Сити». В ноябре 2016 года WWE снова вернулась на стадион «Грин Холлс» в Эр-Рияде для проведения двух дополнительных шоу. Мероприятия 2016 года были эксклюзивными для бренда SmackDown.
В 2017 году шоу WWE Wal3ooha начало транслироваться по всему Ближнему Востоку, включая Саудовскую Аравию, на канале OSN Sports. Шоу закончилось, когда OSN прекратил вещание на канале в марте 2019 года, вместе с большинством спортивных программ.
5 марта 2018 года WWE и Главное спортивное управление (с англ. — «General Entertainment Authority») Саудовской Аравии рекламировали шоу Greatest Royal Rumble, мероприятие, которое должно было состояться 27 апреля 2018 года на «Международном стадионе короля Абдаллы», входящем в состав спортивного комплекса «Король Абдалла Спортс Сити», в Джидде, Саудовская Аравия. Это событие стало первым в рамках 10-летнего стратегического мультиплатформенного партнерства между WWE и Главным спортивным управлением Саудовской Аравии в поддержку Saudi Vision 2030, программы социально-экономических реформ Саудовской Аравии.
4 ноября 2019 года промоушен WWE объявил, что «расширил» свои партнерские отношения с General Entertainment Authority до 2027 года, в рамках которого будет проводить два «крупномасштабных реслинг-шоу» в Саудовской Аравии в год. Кроме того, на развлекательном фестивале Сезон Эр-Рияд, стартовавший в октябре 2019 года и организованный Главным управлением развлечений, начинается ежегодное шоу под названием Crown Jewel, а также в октябре того же года, был открыт официальный розничный магазин WWE Experience, с официальной атрибутикой и мерчем от WWE (названный в честь её бывшей синдицированной телевизионной программы), который был запущен в 2023 году и официально открылся 16 февраля 2024 года. Это был первый розничный магазин от WWE основанный после закрытия в 2011 году другого розничного магазина WWE Ниагара Фоллс, который находился в городе Онтарио,Канада.

## Спорные моменты при проведение шоу

### Права женщин в Саудовской Аравии
Крупнейший реслинг-промоушен в США World Wrestling Entertainment (WWE) не раз подвергался критике за проведение своих шоу без участия женщин-рестлеров, которые не смогли выступать в Саудовской Аравии в период с 2014 по 2019 год из-за ограничения прав женщин в этой стране.   Исполнительный вице-президент WWE по талантам, живым мероприятиям и креативу Трипл Эйч заявил следующие: "Я понимаю, что люди сомневаются в этом, но каждая культура индивидуальна по своему, и только потому, что если вы не согласны с ее определенным аспектом, вы не можете диктовать стране, как ей поступать... WWE находится на переднем крае женской эволюции в мире, [и] у нас были дискуссии о [женских поединках], и мы надеемся, что в ближайшие несколько лет они будут".
В соответствии с изменениями в законодательстве Саудовской Аравии о проведении спортивных мероприятиях в 2017 году, женщины этой страны все же смогли посещать шоу от WWE, но только в сопровождении своего мужчины-опекуна. Это было сделано в ответ на "ряд социальных изменений" наследного принца страны Мухаммеда бен Салмана, который отменил предыдущий закон, полностью запрещающий появляться женщинам на публичных мероприятиях. Во время проведения шоу Greatest Royal Rumble (с англ. — «Величайшая Королевская битва») которая проходила на арене Король Абдалла Спортс Сити, WWE выпустили в эфир на больших экранах рекламный промо-ролик, в котором были представлены женщины-рестлеры в своей привычной для себя экипировке для выступлений на ринге (где были показаны некоторые обнаженные части тела женщин). Главное спортивное управление Саудовской Аравии принесло извинения зрителям за показ "непристойных материалов", которые транслировались во время шоу.
Во время проведения второго шоу Crown Jewel в 2018 году, вместе с англоязычными комментаторами Майклом Коулом и Кори Грейвсом шоу комментировала и Рене Янг одетая в платье с длинными рукавами; она же повторила свою роль на шоу Super ShowDown 2019 года проходившего в Джидде. За несколько часов до проведения шоу Super ShowDown 2019, в сети появились информация о том, что промоушен WWE пытается добавить на шоу женский матч, в котором бы Алекса Блисс встретилась с Натальей. Обе женщины присоединились к персоналу WWE для участия в проведении первого в истории женского реслинг-матча в Саудовской Аравии, но в конечном итоге правительство Саудовской Аравии отказало промоушену в проведении данного матча.
30 октября 2019 года WWE объявили, что поединок между Натальей и Лэйси Эванс был одобрен правительством Саудовской Аравии для участия в шоу Crown Jewel 2019 года, что сделало его первым в истории женским поединком проведенным в Саудовской Аравии. На шоу Эванс была одета в полное трико вместо своей обычной экипировки для выступлений на ринге (обычная одежда Натальи для ринга - это полное трико), и обе выступали на ринге в своих футболках, которые являются мерчем от WWE для продажи фанатам, все это было сделано из-за консервативной политики в отношении ношении одежды в этой стране. WWE в целом отметили этот матч как новаторский, который позже был номинирован на премию WWE по итогам года за "Момент года", а исполнительный директор WWE Стефани Макмэн заявила в интервью: "Вы можете либо оставаться в стороне, и есть множество компаний и брендов, которые решили это сделать, либо вы можете стать частью перемен, которые, как мы надеемся, произойдут. Вы можете по способствовать этому прогрессу. Ничто стоящее не дается легко. На это требуется время. Требуется настойчивость. И вот мы здесь, на первом в истории женском поединке в Саудовской Аравии. Это просто сногсшибательно".
Однако реакция других СМИ все же была неоднозначной. В то время как некоторые из них были положительными, например, спортивный сайт Heavy.com, которые заявили, что этот поединок был "организован для того, чтобы разрушить барьеры и способствуя "женской эволюции" в WWE для гордых дам, присутствующих на нем и наблюдающих за ним по всему миру". И для этого я должен приложить все усилия", или Canoe.com который заявил, что "исторический матч был посвящен и значил гораздо больше [,чем его результат]". Американский новостной еженедельник Newsweek назвал этот матч частью "[намерений] наследного принца Мухаммеда бен Салмана" для привлечение крупного спортивного события [...] и чтобы позиционировать ультраконсервативную исламскую страну как более либеральную и диверсифицировать ее экономику, избавив ее от зависимости от нефтяной промышленности, в рамках плана Saudi Vision 2030"., исследователь международной неправительственной организации Amnesty International из Саудовской Аравии Дана Ахмед (Dana Ahmed) назвала этот матч "ярким примером того, как власти Саудовской Аравии используют элитные виды спорта, чтобы попытаться "замазать" свои ужасные права в области человека и улучшить свой имидж на международном уровне". Спортивный телеканал CBS Sports раскритиковал комментатора шоу Майкла Коула, указав на то, что он во время комментирования поединка "пытался приукрасить прогресс Саудовской Аравии".
На шоу Super ShowDown прошедший в 2020 году Бейли защитила свой титул Чемпионки SmackDown среди женщин против Наоми, что стало первым в истории проведения на шоу, титульной защиты женского чемпионства в Саудовской Аравии.

### Убийство Джамаля Хашогги

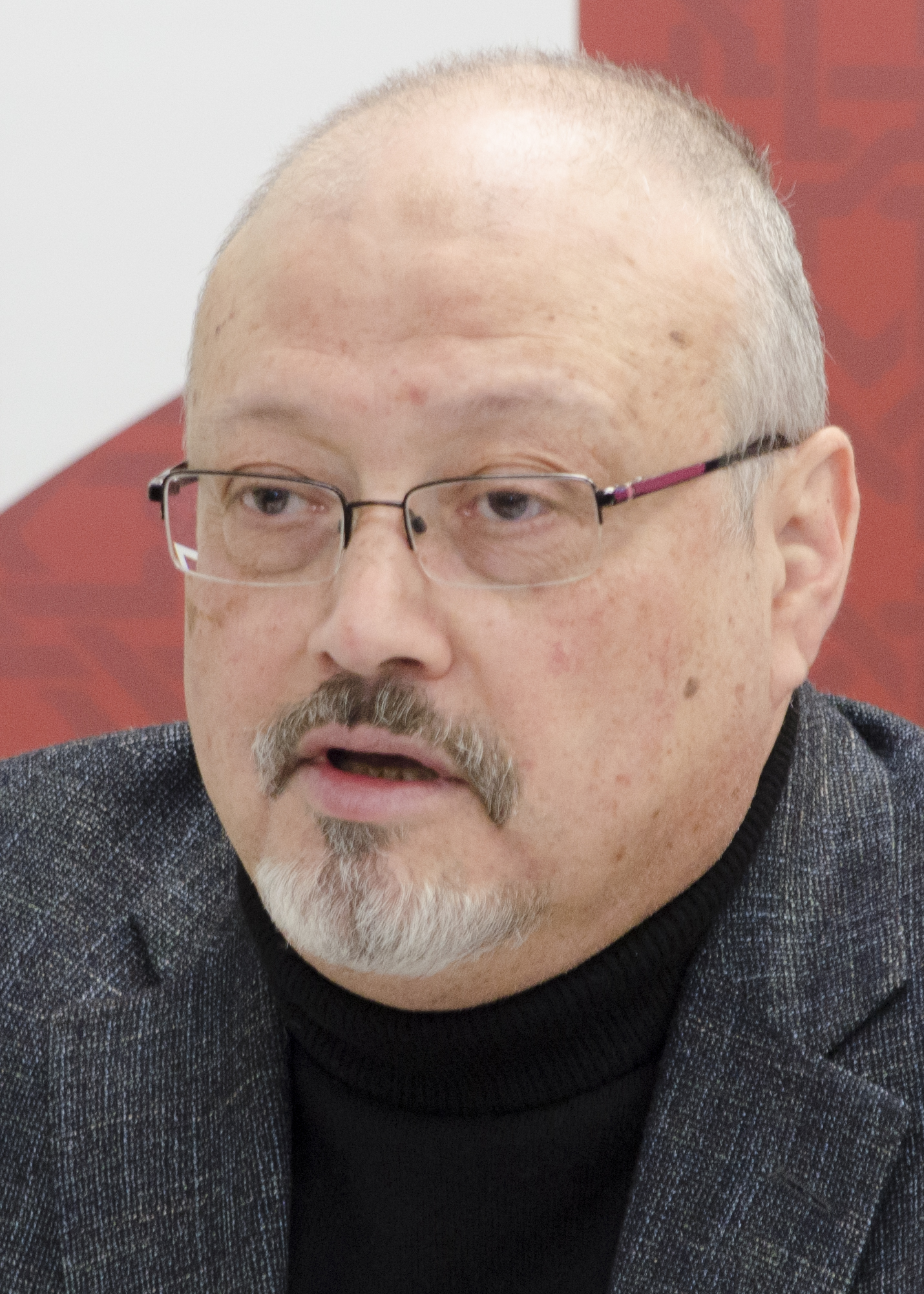
Убийство Джамаля Хашогги стало еще одним спорным моментом при проведения шоу WWE в Саудовской Аравии.

За месяц до проведения шоу "Crown Jewel" 2018 года, государство Саудовская Аравия получила много негативной информации в прессе из-за жестокого убийства саудовского журналиста и диссидента Джамаля Хашогги, убитого саудовскими агентами. Данное событие привело к тому, что промоушен WWE столкнулся с призывами отменить данное шоу, а известные американские Политики-демократы и республиканцы критиковали деятельность компании в Саудовской Аравии. Также были подняты вопросы о том, сможет ли деятельность компании WWE в Саудовской Аравии быть продолжена, но из-за позиции тогдашнего администратора по управлению малого бизнеса Линды Макмэн, которая является женой (бывшего) председателя компании WWE Винса Макмэна, где и сама была бывшим руководителем WWE, заявила что деятельность промоушена WWE в Саудовской Аравии все еще можно рассматривать как сугубо частное коммерческое предприятие. В связи с этим сенатор-демократ Боб Менендес призвал правительство США оказывать давление на промоушен WWE, чтобы те отменили свое шоу, в то же время республиканец Линдси Грэм, среди прочих, призвал WWE пересмотреть свое деловое соглашение с Саудовским королевством. В дальнейшим промоушен WWE все-таки продолжил продвигать свое шоу, но стерла все упоминания о  Саудовской Аравии как о месте проведения данного мероприятия.
19 октября, в день, когда билеты на шоу должны были поступить в продажу, правительство Саудовской Аравии подтвердило смерть Хашогги, которая произошла в генеральном консульстве Саудовской Аравии находящегося в Стамбуле и официальный сайт WWE.com удалил всю информацию о билетах со своей страницы мероприятия. 25 октября сайт WWE подтвердил, что мероприятие все же пройдет по плану, сославшись на контрактные обязательства перед Главным спортивным управлением. В интервью спортивного телеканала Sky Sports с председательницей промоушена WWE Стефани Макмэн, комментируя проведение данного мероприятия, несмотря на убийство, сказала, что это было "невероятно трудным решением, учитывая тот отвратительный поступок", но, в конечном счете, это было чисто деловым решением.

### Рестлеры отказываются ехать в Саудовскую Аравию
Канадский рестлер Рами Себей более известный на ринге WWE как Сами Зейн не принимал участия в шоу Greatest Royal Rumble прошедшего 27 апреля 2018 года, поскольку имеет сирийские корни происхождения, а у Саудовской Аравии были весьма напряженные отношения с Сирией (отношения между двумя странами нормализовались в 2023 году).  Израильский рестлер больше выступающий на бренде NXT Ноам Дар, никогда не принимал участие  ни в каких шоу от WWE в Саудовской Аравии из–за бойкота Израиля Лигой арабских государств и арабо-израильского конфликта.
Во проведения время шоу "Crown Jewel" (2018) Дэниел Брайан должен был сразиться с Эй Джеем Стайлзом за титул Чемпиона WWE, но тот отказался от участия в шоу из-за убийства журналиста Хашогги. В результате чего его титульный матч со Стайлзом был перенесен на 30 октября эпизода бренда SmackDown, а вместо него на шоу выступил Самоа Джо.  На том же шоу Джон Сина, который должен был принять участие в поединке за Мировой кубок WWE (с англ. — «WWE World Cup»), ведь ранее он заявлял во время шоу The Greatest Royal Rumble, что для него это "честь и привилегия" выступать в Саудовской Аравии, был заменен на Бобби Лэшли, поскольку, как сообщается, он также как и Брайан отказался выступать на шоу после убийства Хашогги. В феврале 2019 года портал о рестлинге и смешанных единоборств Fightful сообщил, что до того, как у Романа Рейнса диагностировали лейкемию, он сообщил Винсу Макмэну, о том что он не будет принимать участие в PPV Crown Jewel из-за разногласий вокруг мероприятия.
В 2019 году на шоу Super ShowDown проходившего в Джидде, рестлеры Кевин Оуэнс и Алистер Блэк заявили руководству WWE, что они не поедут в Саудовскую Аравию, в дополнение к тому, что рестлеры Зейн и Брайан снова не будут принимать участие в шоу. Отказ Оуэнса работать на шоу предположительно был связан с его многолетней дружбой с Сами Зейном. В результате его отсутствия на матче за звание чемпиона WWE против Кофи Кингстона его заменил Дольф Зигглер.
Несмотря на то, что Ноам Дар являясь евреем и не принимал участия на шоу в Саудовской Аравии из–за арабо-израильского конфликта, то рестлер Голдберг и менеджер Пол Хейман все же отработали на нескольких шоу в Саудовской Аравии без всяких происшествий, несмотря на то, что они оба были евреями, а в случае с Хейманом, то его собственная мать и вовсе пережила Холокост. Голдберг и дальше продолжил выступать в WWE на шоу после своей победы над Бобби Лэшли на шоу Crown Jewel 2021 года, заявив, что, по его мнению, страна движется в правильном направлении в сторону "вестернизации" страны и Ближневосточного региона в целом, сославшись на прогресс королевства только на шоу WWE в 2021 году.  Однако, позже Голдберг признался в подкасте комментатора WWE Пэта Макафи,(с англ. — «The Pat McAfee Show») что он изначально боялся ехать в Саудовскую Аравию из-за своего сильного еврейского происхождения, но почувствовал себя более комфортно после того, как получил положительный отклик от саудовских фанатов и понял всю общую картину выступлений. 
Поскольку в Саудовской Аравии действуют строгие законы, запрещающие вероотступничество, которое карается в этой стране смертной казнью, бывший рестлер и ныне менеджер Монтел Вонтевиус Портер (Хасан Ассад), который является бывшим мусульманином, принявший ислам во время своего тюремного заключения, (в настоящий момент считает себя атеистом) в 2022 году избежал поездки в страну на шоу Crown Jewel.
После восстановления дипломатических отношений между странами Саудовской Аравией и Сирией в мае 2023 года Зейн и Оуэнс выступили на шоу "Ночь чемпионов" проходившего в Джидде в том же месяце.  В свою очередь, это было первое шоу Зейна в Саудовской Аравии после хаус-шоу WWE Live прошедшего в апреле 2014 года и первое шоу Оуэнса в Саудовской Аравии после проведения Greatest Royal Rumble в апреле 2018 года. 

### Проблемы с поездками
В 2019 году после окончания шоу Crown Jewel обратный чартерный рейс в Соединенные Штаты, на борту которого находились около 200 сотрудников WWE (включая артистов и другой персонал), был задержан в международном аэропорту имени короля Фахда на несколько часов. Промоушен WWE и авиакомпания Atlas Air официально заявили, что рейс был отменен из-за технических неполадок, однако по сообщениям бывшего испаноязычного комментатора WWE Хьюго Савиновича и журналиста в области рестлинга Дейва Мельтцера оба предполагают, что задержания рейса было связано со спорами с правительством Саудовской Аравии по поводу пропущенных платежей WWE за предыдущие шоу, это было фактором, повлиявшим на проведение шоу с задержкой (включая присутствие саудовской военной полиции). В итоге 20 сотрудников WWE, включая генерального директора Винса Макмэна и 12 рестлеров, самостоятельно забронировали себе билеты на обратную дорогу в Соединенные Штаты, в то время как на следующий вечер бренда SmackDown который проходил в Буффало был переоборудован для показа талантов из женского дивизиона и NXT (которые не участвовали в шоу).

### Судебные разбирательства
6 марта 2020 года пенсионный фонд пожарных подал иск против WWE в окружной суд Соединенных Штатов по Южному округу Нью-Йорка из-за опасений, связанных с владением фондовыми акциями WWE. Согласно финансовому-экономическому журналу Forbes, это была "попытка коллективного иска, в котором утверждается, что WWE обманула инвесторов, заключив сделки с королевской семьей Саудовской Аравии, которая также контролирует OSN, телеканал, транслирующий программы WWE в Саудовской Аравии". В иске утверждается, что правительство Саудовской Аравии не выплатило WWE миллионы долларов, причитающиеся по сделке с компанией, что WWE не раскрыла проблемы с оплатой и что OSN незаконно расторгла контракт на вещание с WWE.

## Шоу
| № | Шоу                        | Дата            | Город                               | Арена                                    | Главное событие | Прим.         |
| - | -------------------------- | --------------- | ----------------------------------- | ---------------------------------------- | --- | ------------- |
| 1 | Greatest Royal Rumble      | 27 апреля 2018  | Джидда, Мекка, Саудовская Аравия    | Король Абдалла Спортс Сити               | Матч «Королевская битва» 50-человек за трофей и чемпионский титул Greatest Royal Rumble                                                                                         | [ 74 ] [ 75 ] |
| 2 | Crown Jewel (2018)         | 2 ноября 2018   | Эр-Рияд, Эр-Рияд, Саудовская Аравия | Стадион Университета короля Сауда        | D-Generation X (Шон Майклз и Трипл Эйч) против «Братьев Разрушения» (Кейн и Гробовщик)                                                                                          | [ 76 ]        |
| 3 | Super ShowDown (2019)      | 7 июня 2019     | Джидда, Мекка, Саудовская Аравия    | Король Абдалла Спортс Сити               | Гробовщик против Голдберга | [ 77 ]        |
| 4 | Crown Jewel (2019)         | 31 октября 2019 | Эр-Рияд, Эр-Рияд, Саудовская Аравия | Международный стадион имени Короля Фахда | Сет Роллинз (ч) против «Изверга» Брэя Уайатта в матче за титул чемпиона Вселенной WWE с удержаниями где угодно, который не может быть остановлен ни по какой причине            | [ 78 ]        |
| 5 | Super ShowDown (2020)      | 27 февраля 2020 | Эр-Рияд, Эр-Рияд, Саудовская Аравия | Арена Мохаммеда Абду на Бульваре         | «Изверг» Брэй Уайатт (ч) против Голдберга в матче за титул чемпиона Вселенной WWE                                                                                               | [ 79 ] [ 80 ] |
| 6 | Crown Jewel (2021)         | 21 октября 2021 | Эр-Рияд, Эр-Рияд, Саудовская Аравия | Арена Мохаммеда Абду на Бульваре         | Роман Рейнс (ч) против Брока Леснара в матче за титул чемпиона Вселенной WWE | [ 81 ] [ 82 ] |
| 7 | Elimination Chamber (2022) | 19 февраля 2022 | Джидда, Мекка, Саудовская Аравия    | Джидда Супер Доум                        | Матч Матч Elimination Chamber: Брок Леснар против Бобби Лэшли (с) против Эй Джей Стайлза против Остина Тиори против Риддла против Сета «Фрикин'» Роллинса за титул чемпиона WWE | [ 83 ]        |
| 8 | Crown Jewel (2022)         | 5 ноября 2022   | Эр-Рияд, Эр-Рияд, Саудовская Аравия | Мрсул Парк                               | Роман Рейнс (c) против Логана Пола за титул неоспоримого чемпиона Вселенной WWE                                                                                                 |               |
| 9 | Night of Champions (2023)  | 27 мая 2023     | Джидда, Мекка, Саудовская Аравия    | Джидда Супер Доум                        | |               |